# ハインツ・ツァンダー

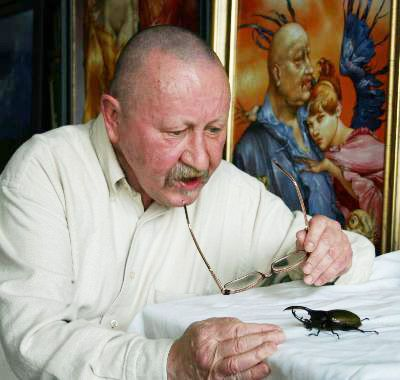
ハインツ・ツァンダー

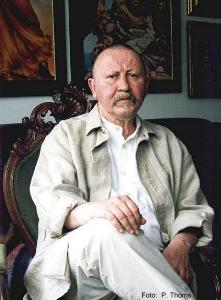
ハインツ・ツァンダー

ハインツ・ツァンダー（Heinz Zander、1939年10月2日 - 2024年5月15日）は、ドイツの画家、写生画家、グラフィックアーティスト、挿絵画家、作家。ザクセン＝アンハルト州ヴォルフェン生まれ。

## 経歴と作品
ツァンダーは、ライプツィヒ派の一人に数えられ、絵画（油絵）、ドローイング、グラフィックアート、挿絵の分野で活動している。さらに、執筆活動も行い、小説や物語、エッセイを出版している。ツァンダーは、古流職人に傾倒した絵画技法を用いつつ、そこからまったく独自の絵画言語を展開させている。彼の範となったのは、ボッシュ、グリューネヴァルト、アルトドルファー、クラナッハ、イタリアのマニエリスム（ポントルモ、ブロンヅィーノ）などである。主に色付きの樹脂油絵の具を用いた作品を制作する。

### 学業、初期作品、中期作品　(1959〜1983年)
ツァンダーは、1959年から64年までライプツィヒの視覚芸術アカデミーで学び、ベルンハルト・ハイジッヒに師事した。特異な才能が、すでに学生時代から講師や学生仲間のあいだで注目された。　ツァンダーは、美術史への幅広い関心に基づいて、さまざまな美的アプローチを試みた。僅かに現存するこの時期の作品において、その真贋を鑑定することは困難を極める。それは、ベラスケスなど特定のスタイルを見事に模倣する術をツァンダーが心得ているからである。特に、エドガー・アラン・ポーの『アッシャー家の崩壊』をテーマにした卒業論文は同門のあいだで脚光を浴び、少部数版のためコレクターズアイテムになっている。
ツァンダーは、ベルリン芸術アカデミーで彫刻家フリッツ・クレーマーに師事すると並行して、舞台画の制作に取り掛かった。一連の絵画はベルリン演劇界との交流が反映されている。　 特にブレヒト、カフカ、トーマス・マンの文学に傾倒したことが多くの挿絵から確認でき、すでにツァンダー流の画法がここに明らかになっている。
1970年、ライプツィヒに戻ったツァンダーは、中世史からのモチーフへ転向する。ドイツ農民戦争450周年に際し、農民戦争博物館が、1975年にミュールハウゼンの世俗したコルンマルクト教会に設立された。同市はそのため「トーマス・ミュンツァーの町」という異名がついた。これを契機として、農民戦争をテーマにした複数にわたる絵画群　がトーマス・ミュンツァー記念年に合わせて制作され、ミュールハウゼンのコルンマルクト教会に展示されている。また、巨大な三部作が、宗教改革ならびにマルティン・ルター記念年に合わせて製作され、エアフルトのアンガー美術館に展示されている。
他方において、この時期に、ライプツィヒ派における二大巨匠のヴェルナー・テュブケは、20世紀最大の美術プロジェクトを東独ドイツ政府から獲得した。それは金字塔とも呼べる縦14メートル、横123メートルの巨大な「農民戦争のパノラマ画」であり、ツァンダーも申請していたものである。しかし、国家依頼の事業としては、ツァンダーの作は不可思議で相応しくないと見なされたのだろう。その代わりに、ゲヴァントハウスにリヒャルト・ワーグナーのオペラを絵画的に解釈する仕事が依頼された。とはいえ、ツァンダーは、政治機関からは一線を画し、同時代の画家と比して、芸術の距離を保つことができた。絵画批評として特に言われるのは、謎めいた絵画表現を用いることから、マニアックな絵画言語の助けを借りて文化を誇張していることである。

### ベルリンの壁崩壊から現在に至るまで
1980年代に、ツァンダーは、絵画やグラフィック作品制作と並行して、小説や短編小説を次々に執筆した。このジャンルを超えた制作活動は、芸術家の成熟した作品を際立たせている。壁崩壊の政治転換期に制作された絵画は、精緻な筆致で時代の流れを物語っている。ツァンダーは、政党に介入する活動家ではなく、むしろ地の揺れを記録する測量士の如く描いている。
東西ドイツ統一後におけるエッチングや絵画は、物憂げな遁世生活と妖艶でバーレスクな異国情緒のあいだで揺れ動く作風で、ディアーナ、アクタイオーン、ネッソスのようなギリシア神話や歴史、現代の出来事から着想を得て変様した題材が描かれる。ある時は、多種多様な動植物、人間、地質学的な岩石構造、多彩な気候帯の神秘的で魔術のような風景、荒れ狂う海の波、精巧な雲の絵が描かれ、またある時は、純粋な黒背景が、表現される人物とその導かれる対象物がその謎めいた多様性の中で際立っている。
多くの場合、女性像は危険で誘惑する雰囲気を放ち、男性像はグロテスクな方法で屈している。その際、絵画のモチーフが広範囲に及んでいるだけでなく、絵画技法の実現も成している。モチーフと絵画技法を選り分けているのは、構成要素をその都度無作為に行なっているのではなく、むしろ、より深みのある多義的な象徴を伴った幾多の解釈の余地をもった内容を含んでいるからである。フィレンツェにおける初期ルネサンスやアール・ヌーボーの流れを汲む厳格なラインに培われたと称えられるハインツ・ツァンダーの絵画作品は、アートパネルだけでも1000枚を下らないと推定される。
2024年5月15日に死去。84歳没。

## 作品展示地
- ドイツ、アルテンブルク、リンデナウ博物館
- ドイツ、バート・フランケンハウゼン、パノラマ美術館
- ドイツ、ベルリン、フンボルト大学
- ドイツ、ベルリン、ナショナルギャラリー
- ドイツ、ベルリン・ブランデンブルク科学・人文アカデミー
- ドイツ、ドレスデン、ノイエ・マイスター絵画館
- ドイツ、ドレスデン、ドイツ連邦軍軍事史博物館
- ドイツ、ライプツィヒ、ライプツィヒ造形美術館
- ドイツ、ライプツィヒ、ゲヴァントハウス
- ドイツ、オーバーハウゼン、ルードヴィッヒ美術館
- 日本、東京、国立西洋美術館
- ドイツ、イエナ市美術館・アートコレクション

## 主な個展
- 1965年　ドイツ、アルテンブルク、リンデナウ美術
- 1972年　ドイツ、エアフルト、アンガーミュージアム
- 1974年　ドイツ、ライプツィヒ、ギャラリー　アム　ザクセンプラッツ
- 1976年　イタリア、ミラノ、レヴァンテ美術館　巡回展覧会
- 1984年　ドイツ、ライプツィヒ、美術館　(カタログ)
- 1995年　ドイツ、バート・フランケンハウゼン、パノラマ美術館（カタログ）
- 1999年　ドイツ、ライプツィヒ、ライプツィヒ大学　(カタログ)
- 2004年　ドイツ、エアフルト、クレーマーブリュッケ美術館
- 2006年　ドイツ、ライプツィヒ、ギャラリー　アム　ザクセンプラッツ（カタログ）
- 2007年　ドイツ、ミュールハウゼン、ギャラリー　トムス『ハインツ・ツァンダー　ー絵画とスケッチ』(カタログ)
- 2010年　ドイツ、マイニンゲン、エリザベステンブルク城『ハインツ・ツァンダー　ー人里離れた風景の中でー絵画とスケッチ』（カタログ）
- 2014年　ドイツ、エアフルト、モルスドルフ城『ハインツ・ツァンダー　ー色鮮やかな出逢いー ペーター・トムス氏所有コレクションの絵画から』[6]（カタログ）
- 2016年　ドイツ、バート・フランケンハウゼン、パノラマ美術館『ハインツ・ツァンダー　ー風化した道を歩む』[7]（カタログ）
- 2019年　ドイツ、ミュールハウゼン、文化歴史博物館『美女と野獣』
- 2022〜23年　ドイツ、マグデブルク、マグデブルク文学館『道徳人形劇、ハインツ・ツァンダー　ー文学に至る絵画』
- その他ドイツ国内外での展示会出展多数

## 文芸作品
- 1981年『静かな田舎旅』（メルヒェン小説とロマン的物語）ロストック、ヒンストルフ出版社
- 1984年『優しい迷宮』（小説）ロストック、ヒンストルフ出版社
- 1984年『ミシシッピーのデルタ地帯の廷臣』（メルヒェン、ミニチュア絵画、短編小説）ロストック、ヒンストルフ出版社
- 1986年『愚者埋葬　ー　グロテスクな絵画集』レナーテ・ハルトレブ編、ベルリン、オイレンシュピーゲル出版社　ISBN 3-359-00035-8.
- 1987年『マックスとモーリッツ症候群』（バーレスク的恋愛小説）ロストック、ヒンストルフ出版社
- 1989年『道徳のある人形劇、あるいは散歩芸術について』ロストック、ヒンストルフ出版社
- 1989年『流行過ぎしコルベルト童話　ー短編性愛文学』ロストック、ヒンストルフ出版社　ISBN 3-356-00215-5.

## 挿絵画家としてのツァンダーの主な作品
(書籍にツァンダー作の挿絵が収録)
- 1964年　エドガー・アラン・ポー著『アッシャー家の崩壊』　ライプツィヒ視覚芸術アカデミーの卒業論文
- 1968年　オズワルド・フォン・ヴォルケンシュタイン『この世をめぐる快楽』 ライプツィヒ、インゼル出版社
- 1968年　ベルトルト・ブレヒト著『屠殺場の聖ヨハンナ』ライプツィヒ、レクラム出版社
- 1978年　ベルント・パヒニッケ編『声楽とギターのためのドイツ民謡』ベルリン、ノイエ・ムジーク出版社
- 1979年　作者不詳『ファウスト博士のヒストリア』ライプツィヒ、レクラム出版社[8]
- 1984年『燃える荊』（ユルゲン・レナート編『聖書との対話　聖書をテーマとしたドイツ民主共和国の絵画や挿絵』アルテンブルク、新教主聖書協会 、４９ページ所収。 (1979年制作、原画はキャンバスに油彩)
- 1985年　ペーター・ハックス著『二つのメルヒェン』ライプツィヒ、レクラム出版社 (自筆エッチングを同封したナンバリングとサイン入りの特別版)
- 1986年　ルートヴィヒ・ベヒシュタイン著『魔女物語』 ライプツィヒ、オフィツィン・アンダーセン・ネクセ出版社、ロストック、ヒンストルフ出版社
- 1991年　ダニエル・デフォー著『モルフランダース』 C.H.Beck出版社 ISBN 340634237X; グーテンベルク書籍組合、ISBN 9783763240036

### カタログ
- 1984年『絵画、スケッチ、グラフィック』ドイツ、ライプツィヒ美術館
- 1989年『絵画とデッサン』ドイツ、ライプツィヒ、ギャラリー　アム　ザクセンプラッツ
- 1992年『絵画とデッサン』 ドイツ、フライタール市立美術館
- 1995年『閉ざされし庭』ドイツ、バート・フランケンハウゼン、パノラマ美術館
- 1999年『島のあいだに』ドイツ、ライプツィヒ大学美術歴史資料館
- 2010年 『人里離れた風景の中で』ドイツ、マイニンゲン美術館
- 2014年 『ハインツ・ツァンダー　絵画集』ドイツ、ドレスデン、ザントシュタイン出版社 ISBN 978-3-95498-137-3
- 2016年『風化した道を歩む』ドイツ、バート・フランケンハウゼン、パノラマ美術館
- 2015年『アルカディアの出来事』ドイツ、ミュールハウゼン、ギャラリー　トムス
- 2017年『番人たちと歩む』ドイツ、ミュールハウゼン、ギャラリー　トムス